# Олексишин, Орест Алексеевич
Оре́ст Алексе́евич Олекси́шин (*23 августа 1947, Микитинцы — †18 мая 2011, Ивано-Франковск) — украинский журналист, спортивный комментатор, член Национального союза журналистов Украины, президент Ассоциации спортивных журналистов Прикарпатья.

## Биография и творческий путь
Родился 23 августа 1947 года в селе Микитинцы, что в окрестностях Ивано-Франковска. В журналистику пришел сразу после окончания средней школы. В 1965—1969 годах работал на должностях литработника и заведующего отделом писем в Тлумачской районной газете «Днестровская звезда». Впоследствии способного начинающего журналиста приглашают в Ивано-Франковскую областную молодёжку «Комсомольское знамя» на должность заведующего отделом спорта и военно-патриотического воспитания. В 1974 году Орест Олексишин перешёл на работу в областную газету «Прикарпатская правда», где проработал более полутора десятка лет. В 1976 году становится членом Национального союза журналистов Украины. Годом позже заканчивает факультет журналистики Львовского национального университета имени Ивана Франка.
В 1990 году Орест Олексишин вместе с единомышленниками был причастен к созданию первого в западном регионе Украины демократического печатного издания «Галичина», в редакции которого работал на должностях заведующего отделом информации и заместителя главного редактора. В 2001 году переходит на работу на областное телевидение «Галичина», где до последних дней своей жизни занимал должность программного директора.
Среди многогранного творчества Ореста Олексишина важное место занимало освещение событий спортивной жизни на территории родного края. Он возглавлял Ассоциацию спортивных журналистов Прикарпатья. Кроме областной прессы материалы его авторства в разное время печатались на страницах таких известных специализированных центральных и республиканских изданий как «Футбол-Хоккей», «Советский спорт», «Спортивная газета», «Украинский футбол». Начиная с 1990-х годов, отличился высоким журналистским мастерством и на телеканалах Ивано-Франковщины как соавтор и ведущий программ «Спортивная неделя» и «Спортивная Галичина» (признана НОК Украины лучшей по итогам творческого конкурса «Украина олимпийская» в 2007 году), а также как комментатор спортивных трансляций по игровым видам спорта.
Орест Олексишин был одним из тех, кто сделал заметный творческий и организационный вклад в воплощение идеи проведения в Ивано-Франковске ежегодного спортивно-художественного праздника «Ника», долгое время не имеющего аналогов в Украине. В его рамках в 1998 году стал лауреатом в номинации «Лучший журналист». По итогам V Всеукраинского конкурса среди спортивных журналистов «Украина олимпийская», который проводила в 2005 году Комиссия НОК Украины «СМИ и пропаганда олимпийского движения», Орест Олексишин был признан лучшим журналистом года.
18 мая 2011 года во время подготовки своего очередного журналистского репортажа в результате сердечного приступа Орест Олексишин скончался, не дожив считанных дней к дате присвоения ему звания «Заслуженный журналист Украины». Похоронен на кладбище в родном селе Микитинцы.

## Память
Начиная с 2013 года, среди работников СМИ Ивано-Франковщины по инициативе областной организации Национального союза журналистов Украины проводятся ежегодные спортивные турниры, посвященные памяти Ореста Олексишина. С тех пор это мероприятие стало традиционным и пользуется популярностью в кругу массмедийщиков Прикарпатья.
27 грудня 2019 года решением Ивано-Франковского городского совета именем Ореста Олексишина названа одна из новых улиц его родного города.